# Harald I van Noorwegen
Harald Veelhaar of Schoonhaar (Oudnoors: Haraldur hinn hárfagri, Noors: Harald Hårfagre) was een koning van Noorwegen. Zijn volledige naam vertaald in het Nederlands luidt: Harald I zoon van Halfdan. Hij kwam uit het geslacht Ynglinge.
Harald wordt gezien als de eerste koning die over geheel Noorwegen heerste. Toen de vader van Harald, Halfdan Zwarte Gudrødsson overleed in 860 volgde hij hem op als koning van enkele kleine en ietwat verspreide rijkjes (voornamelijk in het zuidoosten van het huidige Noorwegen). Deze waren in Halfdans handen gekomen door erfenissen en overwinningen.
Hoewel er niet aan wordt getwijfeld dat Harald heeft bestaan en de rol die hij heeft gespeeld in de vereniging van Noorwegen, heeft veel van de informatie over zijn leven een legendarisch karakter.

## Koning van Noorwegen
Er is onzekerheid omtrent hoe groot “geheel Noorwegen” in zijn tijd was. De onzekerheid geldt vooral omtrent een groot gebied in het noorden van Noorwegen; volgens sommigen werd dit door koningen geregeerd die geen band met Harald hadden. Wat wel zeker is, is dat hij veel kleine koninkrijken onder zijn heerschappij bracht en Noorwegen als grotere eenheid deed ontstaan.
In een van Snorri's sagen wordt verteld dat een vrouw, Gyda (de dochter van koning Eirik van Hordaland), Harald aanzette tot het verenigen van Noorwegen. Hij had zijn mannen naar de boerderij in Valdres gestuurd, waar zij opgevoed werd, om haar een aanzoek te doen. Zij wees hem echter af, omdat zij hem niet machtig genoeg vond en vroeg hem waarom hij niet over geheel Noorwegen regeerde. Harald liet zich niet beledigen of ontmoedigen, maar nam de uitdaging aan en beloofde dat er geen kam, schaar of mes aan zijn haar zou komen eer Noorwegen één rijk was.
De eerste stap zette hij door in 866 Dovre te veroveren en een alliantie met de graaf Haakon Grjotgardsson aan te gaan. Vervolgens stootte hij door naar het westen en het oosten. Zijn streven ontmoette veel tegenstand, in het bijzonder in het westen van Noorwegen. De grote tegenstand eindigde in 872 met de beslissende veldslag te Hafrsfjord bij Stavanger. Hierdoor kreeg Harald de macht over grote delen van het westen en zuiden van Noorwegen. Een voordeel van deze overwinning was dat de kust veilig werd voor handelaren, tot het huidige Finnmark en wellicht ook nog verder tot Rusland.
In de loop van deze jaren had Harald de bijnaam Luva gekregen, vandaag zouden we het rasta noemen (de Franse vertaling hiervan is "tête de choc"). Toen hij Noorwegen onder zijn heerschappij had bijeengebracht, liet hij Gyda komen – en ze trouwden. Hierna trok Harald naar Jarl Ragnvald te Møre, daar werd zijn haar voor het eerst sinds 10 jaar geknipt en Jarl Ragnvald gaf hem de bijnaam Hárfagri.
Ook al had Harald nu Noorwegen bedwongen, het rijk bleef bedreigd. Ditmaal vanuit het buitenland. Zijn tegenstanders waren vooral verjaagde rijke stamhoofden van aanzien die een bedreiging voor Harald I vormden. Harald trachtte ze met onderdrukking aan zich te onderwerpen en dwong een groot aantal van hen aldus om Noorwegen te verlaten. Zij schuilden zowel op het recent ontdekte IJsland als op de Orkneyeilanden, de Shetlandeilanden, de Hebriden en de Faeröer als in Schotland. Vanuit deze veilige havens kwamen ze terug om 's winters in Noorwegen en de rest van noordelijk Europa op rooftocht te gaan. Ze namen in getale toe toen ontevredenen uit Noorwegen zich bij hen aansloten. Het ging daarbij vooral om de knellende belastingen die Harald hen oplegde. Ten slotte moest Harald met zijn mannen de genoemde eilanden en Schotland schonen van deze Vikingen. Terwijl de Schotse eilanden onder Noorse heerschappij kwamen, werd IJsland een eigen staat waar veel van de gezochte Vikingen heen trokken.
Het laatste deel van zijn regeerperiode werd gekenmerkt door vijandigheden tussen zijn vele zonen. Harald had ze allemaal een koninklijke titel met bijbehorend land gegeven dat ze in zijn naam mochten besturen maar dit bracht helaas geen vrede. Toen hij oud werd, gaf hij zijn favoriete zoon Erik Bloedbijl de absolute macht. Harald overleed in 933 en werd bijgezet in een grafheuvel te Haug bij het Karmsund (vlak bij de stad Haugesund). Twaalf van zijn zoons zouden koning worden, waarvan twee die Noorwegen als één geheel zouden besturen: Erik Bloedbijl en Haakon de Goede.
Waar hij en zijn familie (Noors:ætt) woonden is onzeker. Drie gebieden worden in het algemeen aangegeven als mogelijke plaatsen: Vestfold, Hadeland en Ringerike. Het is wel bekend dat hij te Avaldsnes (Karmøy) verbleef. Zijn familie was rijk, machtig en bezat grote gebieden. Verder was Harald bekend vanwege zijn harde manier van regeren.

## Familie en nakomelingen
De familie van zijn vader stamde van het geslacht Ynglinge af, een machtig geslacht dat als nakomelingen van de godin Freya werd beschouwd.
Harald was vader van veel kinderen, met verschillende moeders. Het is niet bekend van hoeveel kinderen hij de echte vader was, of hoeveel vrouwen hij exact heeft gehad; verschillende bronnen geven verschillende getallen aan. Na zijn dood was het qua politieke carrière zeer interessant om van hem af te stammen; men kreeg hierdoor erfrecht op de troon en ook een veel betere machtspositie dan als afstammeling van een van de lokale koningen. Hierdoor is het te verwachten dat veel van de stambomen, waar latere koningen naar verwezen, aangepast kunnen zijn. Houd dit in gedachte bij het zien van het volgende overzicht:
| Moeder: Gyda Eiriksdotter | Moeder: Åsa Håkonsdotter  | Moeder: Åshild Ringsdotter | Moeder: Snøfrid Svåsedotter |
| Ålov Årbot                | Guttorm Haraldsson        | Dag Ringsson               | Sigurd Haraldsson Rise      |
| Rørek Haraldsson          | Halvdan Svarte Haraldsson | Dag Haraldsson             | Halvdan Hålegg              |
| Sigtrygg Haraldsson       | Halvdan Kvite Haraldsson  | Gudrød Skirja              | Gudrød Ljome                |
| Frode Haraldsson          | Sigrød Haraldsson         | Ingegjerd Haraldsdotter    | Ragnvald Rettilbeine        |
| Torgils Haraldsson        |                           |                            |                             |

| Moeder: Svanhild Øysteinsdotter | Moeder: Ragnhild Eiriksdotter | Moeder: Tora Mosterstong |
| Bjørn Farmann                   | Erik Bloedbijl                | Haakon de Goede          |
| Olav Haraldson                  |                               |                          |
| Ragnar Rykkel                   |                               |                          |